# Олдтаун
Олдтаун (на английски: Oldtown в превод „Стар град“) е град в окръг Бонър, щата Айдахо, САЩ. Олдтаун е с население от 190 жители (2000) и обща площ от 0,6 km². Намира се на 647 m надморска височина. ЗИП кодът му е 83822, а телефонният му код е 208.